# Ferdy
Ferdy (también conocida como Ferdy la hormiga) es una serie de dibujos animados infantil checo-británica de televisión de 1984 basada en los libros de dibujos del mismo nombre creados por el autor checo Ondřej Sekora. Fue producida por Entertaining Cartoon Productions y animado por Harmony Gold USA.
Está dirigida principalmente a niños entre 3 y 10 años y ha sido propiedad de Entertaining Cartoon Productions and Licensing AG desde 2000.
En España fue emitida en La 1 en los años 80, y en El Salvador se transmitió por Canal 10.

## Argumento
La serie gira en torno a un pequeño niño-hormiga llamado Ferdy que se embarca en una variedad de aventuras en la utopía de insectos Käfertal con sus amigos insectos.

### Formato de episodio
El Arco argumental suele durar hasta siete episodios.

## Personajes principales
- Ferdy
- Bug Butterfingers
- Cricket
- Arambula
- Grasshopper
- Woody
- Gwendolyn (Referred to as Laura in later episodes)
- Bug Sniffy
- Bug Gobbler
- Oskar

## Videojuego
Un videojuego arcade 3D basado en la serie fue desarrollado por Centauri Production y liberado por Cenega en 2002 para PC

## Productos caseros
En 2002, episodios selectos del doblaje en Inglés de la serie recibieron una pequeña publicación en VHS en los EE. UU. Mientras que en el año 2003, la República Checa publicó toda la serie en formato DVD.